# Peixe:Avião
Os Peixe:Avião - normalmente, estilizado em minúsculas: peixe:avião ou peixe : avião - são uma banda de indie rock portuguesa, nascida no verão de 2006-2007 na cidade de Braga. Conquistaram a atenção da imprensa nacional através de um EP promissor, "Finjo a Fazer de Conta Feito Peixe Avião", que teve desde o início, forte apoio da imprensa e da Radio Local, nomeadamente da Rádio Universitária do Minho e da Antena 3. O videoclip do single, do referido EP, contou com o apoio de membros dos Mão Morta, que estiveram presentes na gravação do videoclip, e que apadrinharam a banda desde o início da sua carreira.
Em 2008 lançam o primeiro álbum 40.02, seguindo-se Madrugada em 2010. ,em 2013 o álbum homónimo "peixe:avião", e em 2015 peso morto.
O disco Madrugada permaneceu 5 semanas no Top da Associação Fonográfica Portuguesa e o disco enquadrou várias listas dos melhores discos do final do ano no panorama nacional português, como a revista Blitz, Cotonete, Sapo, Jornal i, RUC, RUA, e o blogue Provas de Contacto.
Em 2011, compuseram as canções originais da banda sonora da longa-metragem O Que Há De Novo No Amor?, interpretadas no filme pela banda fictícia Os Ursos Pardos. 
O novo disco de nome "peso morto" e saiu a 12 de Fevereiro 2016. 
Trata-se actualmente, de uma das bandas mais importantes de pop-rock da cidade de Braga, e por conseguinte de uma das bandas que mais marcaram a última década do rock português. O Universo das letras da mesma é, igualmente populado, por uma interpolação da experiência ontológica dos membros do colectivo, sobretudo do letrista Ronaldo Fonseca, interpoladas, com referências a elementos simbólicos, e a conceitos filosóficos simples, bastante imagem arquétipa, etc. 

## Discografia

### Álbuns
- 2008- 40.02
- 2010- Madrugada
- 2013- peixe : avião
- 2016- peso morto

### EP's
- 2007- "Finjo a fazer de conta feito peixe : avião"
- 2009- "Finjo a fazer de conta feito peixe : avião" (reedição)

### Compilações
- 2008- "Novos Talentos Fnac 2008"
- 2009- "3 Pistas - Antena 3"
- 2012- "Sons de Vez 2012"